# 新年表 (罗尔)
新年表是一份另类的近东古代年表，是由英国埃及学家大卫·罗尔（David Rohl）等学者，在1995年以《时间的考验：圣经——从神话到历史》（A Test of Time: The Bible - from Myth to History）为基础发展而来的。它与主流埃及学相矛盾，提议对既有的古埃及历史年表进行大幅度修改，特别是对第十九至第二十五王朝埃及国王的年代进行重新确定，将传统的年代提前350年。罗尔断言，通过新年表，他可以把希伯来圣经中的某些人物，与考古发现中出现的一些名字对应起来。
该新年表是主张彻底修改传统年表的几种提议之一，但它尚未被埃及学的学术界所接受，因为传统年表及其细微改动仍然被认为是标准。伦敦大学学院近东古代史系主任阿梅莉·库尔特在该学科的一本标准参考书中指出：
 对于……现有年代学框架的一些缺陷，许多学者对相关批评并不排斥；但对于这些激进的重新定年的建议，大多数考古学家和古代史学家目前并不认为它们经得起推敲。
对罗尔的批评最为激烈的是肯尼斯·基钦，他是圣经历史领域的顶尖专家之一，也是埃及第三中间时期（TIP）传统年表标准著作的作者，而新年表对第十九至第二十五王朝重新定年，最直接影响的正是这一时期。

## 罗尔的新年表

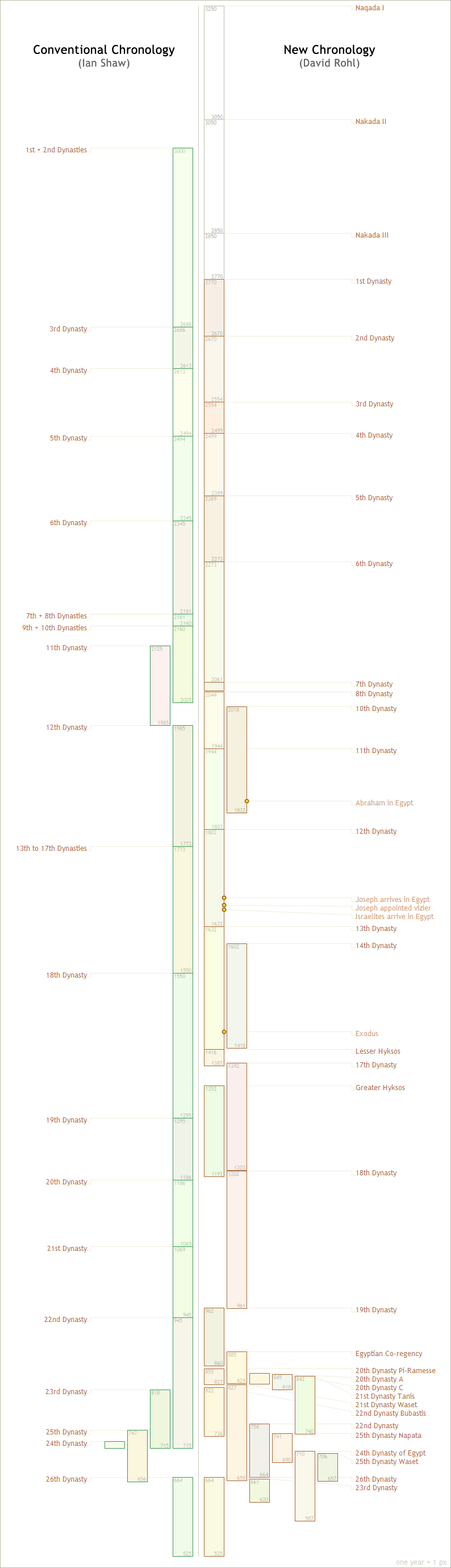
大卫·罗尔新年表与伊恩·肖传统年表的对比图

大卫·罗尔出版了多部作品：《时间的考验》（1995年）、《传奇》（Legend，1998年）、《失落的契约》（The Lost Testament，2002年）和《阿瓦里斯领主》（The Lords of Avaris，2007年），阐述了罗尔重新确定古代世界主要文明年代的理论。《时间的考验》主张将埃及新王国的年代后推几个世纪（离现在更近），因此需要对古埃及传统年表进行重大修订。罗尔断言，这将使学者们能够将希伯来圣经中的一些重大事件与考古记录中的事件对应起来，也能将一些著名的圣经人物与当今的古代文献中出现的历史人物对应起来。将埃及的年代拉近，也会极大地影响相关年表的年代，比如目前用于青铜时代晚期希腊英雄时代的年表，删除了希腊黑暗时代，并将特洛伊战争的年代拉近，与公元前九世纪荷马及其最著名作品《伊利亚特》的差距拉近到两代之内。
普遍接受的说法已经确认，亚述巴尼拔洗劫底比斯发生在公元前664年，而新年表将此前（传统年表所确定）的埃及历史缩短了350年。例如，新年表将埃及第十九王朝的开始时间，从公元前1295年，修订为公元前961年。
在1995年出版《时间的考验》之前，信奉圣经极简主义的神学家托马斯·L·汤普森曾坚称，任何试图通过直接整合圣经和圣经以外资料来编写历史的行为，“不仅都是可疑的，而且都是完全荒谬可笑的”。罗尔在《失落的契约》（2007年）中解释了他对这个问题的看法：“《旧约》是历史还是神话？回答这个问题的唯一方法是，利用考古证据来研究圣经故事，并结合在圣经故事中发挥了作用的文明的古代文献研究。但这必须以开放的心态来进行。在我看来，圣经文本——就像其它任何古代文献一样——应该被视为潜在可靠的历史来源，除非它可以被证伪。”:3罗尔曾在《时间的考验》（1995年）中表示，他“最初并没有打算挑战我们目前对《旧约》叙事的理解。这仅仅是因为需要探索我的TIP研究的影响。在宗教方面我没有私心——我只是一个寻找历史真相的历史学家。”:11
罗尔认为，埃及新王国传统年表的原始基础是四个论点，而他重新定年是基于对其中三个论点的批评：
- 他断言，让-弗朗索瓦·商博良首次提出的“埃及王示沙克（英语：Shishak）”（《列王纪上》14:25f；《历代志下》12:2-9）就是舍顺克一世的判断，是基于不正确的结论。罗尔认为，示沙克应该是拉美西斯二世（可能发音为Riamashisha），这将使拉美西斯统治的日期提前约300年。
- 罗尔还声称，埃伯斯纸草卷中关于阿蒙霍特普一世第九年时天狼星升起的记录被误读了。传统年表用该记录将这一年定为公元前1542年或公元前1517年，而他认为应该将其理解为埃及历法改革的证据。
- 莱顿纸莎草书I.350可以追溯到拉美西斯二世第52年，其中记录了一次月球观测，这一观测将拉美西斯统治的这一年定为公元前1278、1253、1228或1203年，符合传统年表的日期范围。罗尔对埃伯斯纸草卷的价值提出了质疑，他认为，由于月亮周期每25年重复一次，它只对微调年表有用，并且同样适用于新年表中300年后的日期。

因此，罗尔认为，传统埃及年表这三个基础都不牢靠，公元前664年亚述国王亚述巴尼拔洗劫底比斯，是埃及历史中最早的确定日期。

### 所提证据
罗尔根据他对埃及大量的考古发现和家谱记录的解读，制定了其修订年表（新年表）。例如：
- 罗尔指出，在第二十一王朝到第二十二王朝早期，萨卡拉的塞拉皮雍（英语：Serapeum of Saqqara）的小墓穴中没有阿匹斯公牛的墓葬记录。他还认为，皇家藏物（TT 320）中新王国法老木乃伊的重新埋葬顺序表明，这两个王朝是同时代的（从而解释了为什么这个时期的阿匹斯墓葬太少）。罗尔发现，在塔尼斯的皇家墓地中，第二十二王朝奥索尔孔二世（英语：Osorkon II）的陵墓，似乎比第二十一王朝普苏森尼斯一世的陵墓建得更早；在罗尔看来，唯一的解释就是，这两个王朝是同时代的。
- 罗尔提供了一些碑文，上面列出了三份非皇室的家谱。按照罗尔的说法，如果将一代按20到23年来计算，那么从碑文可以看出，拉美西斯二世在公元前10世纪达到了鼎盛时期，正如罗尔所主张的那样。按照传统的年表，这三份家谱都会缺失七代。他还认为，没有任何家谱可以证实，拉美西斯二世的时代，像传统上所认为的那样，是在公元前13世纪。
- 罗尔还使用了考古天文学的方法。在阿肯那顿统治期间，从乌加里特城观测到了一次发生在日落时分的日食，他利用考古天文学的方法确定了当天的日期。借助计算机天文学程序的计算，罗尔断定，在整个公元前第二个千年期间，唯一可能发生这样日食的时间，是公元前1012年5月9日。这比传统上所认为的阿肯那顿统治时间（公元前1353—1334年），晚了大约350年。
- 罗尔对公元前17世纪第十二王朝的阿蒙涅姆赫特三世的定年，得到了天文学家大卫·拉平（David Lappin）工作的支持。拉平的研究发现，第十二王朝契约中所记录的连续39个阴历月长度中，有37个与新年表是相符的；而传统年表最多只能匹配21个。拉平认为，这个结果为罗尔的年表提供了“惊人的”支持。[4]

### 示沙克

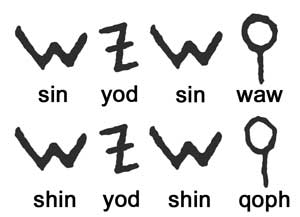
大卫·罗尔对Sysw和Shyshk两个名字的比较。第一行是Sysw（拉美西斯二世的代称），使用13至10世纪的原始希伯来语符号书写。第二行是圣经中的名字Shyshk，使用9至7世纪的早期希伯来语符号书写。这些符号来自于可追溯到当时的陶器铭文（即Lachish VI陶片和Izbet Sartah字母表）。

大多数埃及古物学家都接受，示沙克（Shishaq）是舍顺克一世（Shoshenq I）的另一个名字。:1对于舍顺克的军事行动是否符合圣经中有关示沙克的记载，罗尔提出了质疑。其理由是，两位国王的战役完全不同，而且在舍顺克碑文中，耶路撒冷并没有被列为附属城镇。:122-127他还指出，拉美西斯确实对以色列发动过战争，而且他的正式名字还有一个简称，在巴勒斯坦使用。:389-396这个名字是Sysw，而早期的希伯来字母表并不区分S和SH，因此圣经中的名字最初可能是Sysq。罗尔还认为，qoph结尾可能是对早期waw符号的误读，因为10世纪的waw符号，就是7世纪的qoph符号。因此，7世纪的Sysq，可能是对10世纪Sysw的误读。
有理论认为，舍顺克一世并非圣经中的示沙克，拉美西斯二世（即Sysa）才是。但这一理论并未被广泛接受。
凯文·威尔逊（Kevin Wilson）仅同意大卫·罗尔的部分观点。威尔逊承认，舍顺克一世的凯旋浮雕与圣经中对示沙克王的描述并不一致。然而，他并不认为这种差异足以成为怀疑“舍顺克一世就是《圣经》中的示沙克王”的证据。威尔逊在谈到舍顺克一世的碑文时写道：“之前的研究将这块浮雕解释为庆祝其巴勒斯坦战役，与之相反的是，无论是凯旋浮雕还是其中的任何元素，都不能作为该战役的历史数据来源……不幸的是，凯旋浮雕在重建舍顺克的战役时起不到任何作用。”:65威尔逊的观点没有得到肯尼斯·基钦的支持，基钦表示：“卡纳克的舍顺克一世大型地形列表，对于他对抗犹大和以色列的战役的历史和性质，是一份具有最大价值的文件。这一点现已明确无误，这要感谢一系列学者为这份列表所付出的努力。然而，这份列表的构成和解释，仍需要进一步研究和澄清。”其他研究过该战役浮雕的顶尖学者指出，这确实是一份独特的被征服城镇的列表，而非更著名法老所作的早前战役的抄本。这种首创性，使它更有可能真实地代表，埃及通过舍顺克一世的军事活动所控制的城市和地区。

## 新年表的影响
罗尔和其他修正主义者提出要将传统埃及年表大幅推后，其影响是复杂而深远的。新年表影响了旧约研究、黎凡特考古学、爱琴海与安纳托利亚考古学，以及古典研究等历史学科，并提出了有关美索不达米亚年表及其与埃及和安纳托利亚的联系等重要问题。

### 对埃及及其邻国的影响
对传统年表重新定年，将拉美西斯二世的统治时期推后三个世纪，就得重新确定卡迭石战役的日期，并修订相关的赫梯历史年表，还需要修订公元前911年之前的亚述历史年表。鉴于赫梯年表对埃及年表的依赖，推后埃及年表的年代也得推后赫梯新王国结束的时间，就得缩短（甚至完全删除）安纳托利亚黑暗时代（Anatolian Dark Age）。
在阿玛纳时期，埃及和亚述之间的年代同步性，通过法老阿肯那顿和国王阿淑鲁巴里特（Ashuruballit）的通信得到了证明。在传统年表中，这个阿淑鲁巴里特，被认为是中亚述帝国早期的阿淑尔乌巴里特一世（Ashur-uballit I）。但新年表却提出，增加一位中亚述“黑暗时代”的未知国王阿淑鲁巴里特“二世”，说他才是阿马尔奈文书的作者。阿淑鲁巴里特一世与阿肯那顿的同步性，近年来已成为埃及历史和美索不达米亚历史之间的重要纽带，因此，这一问题已成为关注和争论的焦点。

### 对圣经的影响
如上所述，新年表反对“舍顺克一世就是圣经中的示沙克”这一观点，而是认为拉美西斯二世（昵称“Sysa”）才是示沙克叙事背后的真正历史人物。
拉巴亚是迦南当地的统治者，其活动在阿玛纳文书中有记载，罗尔认为拉巴亚就是扫罗王；罗尔还认为大卫王就是达杜阿（Dadua，或“塔杜阿”Tadua），阿玛纳文书EA256中也曾提到过达杜阿。扫罗王和拉巴亚的死法相同——“两人均在战斗中阵亡——在基利波山或附近与来自沿海平原的城邦联盟作战，均是因为背叛。”他们都有一个儿子幸存，名字翻译过来都是“巴力之人”（Man of Baal）。
新年表将所罗门置于富裕的青铜时代晚期的结尾，而非相对贫困的铁器时代早期。罗尔和新年表的其他研究人员认为，这更符合希伯来圣经对所罗门财富的描述。
此外，罗尔将以色列人的居留（Sojourn）、出埃及和征服（Conquest）从青铜时代晚期结尾移至青铜时代中期的后部（从第十九王朝移至第十三王朝/喜克索斯时期）。罗尔声称这解决了与圣经叙述的历史性问题相关的许多问题。他依据了尼罗河三角洲东部阿瓦里斯的考古报告。这些报告表明，第十三王朝时期，那里生活着大量讲闪米特语的人群。这些人在文化上接近中青铜时代（MB IIA）迦南的人群。罗尔认定这些闪米特人，就是后来以色列人居留埃及这一圣经传说所基于的民族。
在中青铜时代末期（MB IIB晚期），考古学家发现了一系列城市毁灭的痕迹。约翰·比姆森（John Bimson）和罗尔认为，这些遗迹与约书亚记中以色列部落所攻击的城市非常相似。:299-325最重要的是，戒备森严的杰里科城就是在这一时期被摧毁和遗弃的。另一方面，在青铜时代晚期结束时，杰里科城并不存在，威廉·丹佛就此得出结论：“约书亚摧毁了一座根本不存在的城市。”罗尔称，由于缺乏考古证据来证实青铜时代晚期的圣经事件，现代学术界对王国分裂时期之前的希伯来圣经叙述的可靠性产生了怀疑。他举出了以色列考古学教授泽夫·赫尔佐格的例子，赫尔佐格表达的观点在同事中“相当普遍”，但却在以色列国内外引起了轩然大波。他说：“根本没有出埃及，约书亚也没有入侵，以色列人是缓慢发展起来的，最初是迦南人。”赫尔佐格的结论是，居留、出埃及和征服是“从未发生过的历史”。然而，罗尔认为，新年表将出埃及和征服事件推迟到中青铜时代，消除了使学术界普遍持怀疑态度的主要原因。

## 新年表的认定

### 地理认定
除了他的年表之外，罗尔对地理也有一些不同于传统观念的想法，包括：
- 根据罗尔的说法，伊甸园（苏美尔人的故乡）位于今伊朗西北部，在尔米亚湖和里海之间。[1]:16-29
- 根据罗尔的说法，巴别塔建于古苏美尔首都埃里都。[1]
- 所多玛古城遗址位于“死海湖面下100多米处”，恩盖迪东南偏南几公里处。[1]:120-124
- 被扫罗王击败的亚玛力人并不是居住在内盖夫和/或西奈的那群人，而是这些人的北部分支，“在以法莲的领土内，在亚玛力人的高地”——或者，另一种翻译是“在以法莲的土地上，亚玛力人的山地”（《士师记》12:15）。有报告支持了这一观点：扫罗在消灭亚玛力人之后，立即“到了卡梅尔，立了一座纪念碑”（《撒母耳记上》15:12）。当扫罗离开内盖夫和西奈后，“圣经中所描述的扫罗王国，正是阿玛纳文书中拉巴亚（英语：Labaya）统治的地区。”[1]:318

## 评价

### 关于埃及学
主流埃及学并未采纳新年表，主流学术出版物也继续采用标准年表。对罗尔最激烈的批评者是曾任职利物浦大学的肯尼斯·基钦教授，他称罗尔的论文“纯粹是胡说八道”。相比之下，其他埃及古物学家则承认，在挑战埃及年代框架的基础方面，罗尔所做的工作是有价值的。埃里克·霍农教授承认，“……第三中间时期仍然存在许多不确定性，正如某些人批评的那样，比如大卫·罗尔所正确坚持的观点；甚至我们关于‘舍顺克进攻耶路撒冷发生在（公元前）925年’这样的基本前提，也并没有坚实的基础。”:13然而，关于新年表的学术争论，基本上都发生在埃及学和考古学的期刊之外。大部分讨论均可在跨学科科学研究所（Institute for the Study of Interdisciplinary Sciences）的《古代年表论坛期刊》（Journal of the Ancient Chronology Forum，1985—2006年）中找到。
克里斯·贝内特（Chris Bennett）在1996年说：“我很确定罗尔的观点是错误的。”同时他也指出，除了对传统年表（例如与锡拉火山爆发有关的问题）的学术辩论之外，“公众领域还发起了……一场更深层次的挑战。”这种对学术辩论之外的主流共识的挑战，其历史源于1991年的《黑暗世纪》（Centuries of Darkness）。该书的作者是彼得·詹姆斯，以及跨学科科学研究所的联合创始人罗尔。《黑暗世纪》假设有250年的“幻影时间”（phantom time），而传统年表基于考古学上的“黑暗时代”，认为其并不存在。
肯尼斯·基钦是反对新年表的，其论点集中在罗尔对第三中间时期的修订上。罗尔在这一修订中提出，第二十一与二十二王朝之间存在重叠。基钦特别质疑了罗尔所提出的年代异常的有效性，质疑它们是否真的异常，并对罗尔所提出的明确问题给出了自己的解释。基钦指责新年代学家们，热衷于通过减少年代的方式，来填补考古记录的空白。
埃里克·霍农在其所著《古埃及年表手册》（Handbook of Ancient Egyptian Chronology）的导言中，将所有对埃及年表的彻底修改，无差别地归为一类，并做出以下陈述：
我们将永远面临这样的尝试，但只有当任何朝代和统治者及其背景都能被取代时，我们才会认真对待这些尝试……如果没有这样的证据，我们通常不会“反驳”这些说法，甚至根本不会作出回应……因此，学术界忽视这些说法，既不是因为傲慢，也不是因为恶意。但这种做法常常引起专业圈子之外的不满和不信任（而且往往是在媒体的推动下进行的）。这些尝试通常罔顾最基本的来源和事实，因此不值得讨论。故而，我们的手册中将避免讨论此类问题，而仅限于基于来源的假设和讨论。:15
贝内特虽然不接受罗尔的论点，但他在1996年曾指出，对罗尔来说，采取断然拒绝的态度可能并不合适，因为罗尔的“思想地位与维里科夫斯基，甚至彼得·詹姆斯有着天壤之别”。与维里科夫斯基、鲍瓦尔或汉卡克等“大众激进主义”不同，“罗尔掌握的材料是值得研究的。”
伦敦大学学院近东古代史系主任阿梅莉·库尔特教授，在该学科的一本标准参考书中指出：
最近，一个旨在修订地中海和西亚绝对年表的团体，提出了一个大幅缩短的年表：彼得·詹姆斯;  et al. . 伦敦. 1991.；另外一个团体也支持类似的修订，但略有不同，还在《古代年表论坛期刊》上发表了部分成果。埃及是对其它文化测年的核心，因此这两个团体的大部分工作都集中在关于埃及的证据上。这些卷宗中提出了现有年代学框架的一些缺陷，许多学者对相关批评并不排斥；但对于这些激进的重新定年的建议，大多数考古学家和古代史学家目前并不认为它们经得起推敲。

### 放射性碳定年
2010年有一批关于埃及王朝的放射性碳定年的可靠结果被发表，这些结果对传统年表进行了一些小修订，但并不支持罗尔所提的修订。

### 在大众媒体上
1995年，罗尔出版了畅销书《时间的考验》，在其中发表了他的新年表，并于同年在第四台推出三集系列节目《法老与国王——圣经探索》（Pharaohs and Kings - A Biblical Quest）。《时间的考验》采用了詹姆斯提出的一般场景，并添加了在1991年省略的许多细节，包括与圣经年表有关的“戏剧性结果”。虽然新年表尚未被学术界所广泛接受，但自1990年代以来，通过罗尔的畅销书，以及1995年第四台的电视纪录片（1996年在美国学习频道播出），它被广泛传播给公众。贝尔图（Berthoud）在2008年将罗尔理论的两种境遇进行了对比——一方面它在埃及学学界遭到了“几乎一致”的否定，另一方面他的书籍和电视片却对普通公众产生了“轰动效应”。
一些学术界领军人物的反应非常激烈。肯尼斯·基钦在《泰晤士报文学增刊》上对《黑暗世纪》进行了“批判”（savage review），大英博物馆也禁止在博物馆商店出售《时间的考验》。

### 福音派人士
1999年12月，荷兰语网络期刊《圣经、历史与考古》（Bijbel, Geschiedenis en Archeologie）专门针对罗尔的新年表展开了一场辩论。该杂志的编辑、福音派学者J·G·范德兰德（J.G. van der Land）表示，罗尔的时间线解决了围绕古埃及的一些考古异常问题，但又在其它方面产生了冲突，所以站不住脚。他的观点随后遭到了彼得·范德维恩（Peter van der Veen）和罗伯特·波特（Robert Porter）的反驳。在该期的最后一篇文章中，范德兰德根据亚述文书中的一些近期发现，指出了罗尔年表中的一些新问题。

## 扩展阅读
- Rohl, David.  [传奇：文明的起源]. 伦敦: Century. 1998. ISBN 978-0-7126-7747-9 （英语）.
- Van der Veen, Peter; Zerbst, Uwe.  [圣经考古学处在十字路口？：对旧约巴勒斯坦考古时代进行新年代测定的利弊]. 霍尔茨盖林根: Haenssler-Verlag GmbH. 2004. ISBN 978-3-7751-3851-2 （德语）.
- Rohl, David.  [出埃及记：神话还是历史？]. 圣路易斯帕克: Thinking Man Media. 2015. ISBN 9780986431029 （英语）.